# オプチカル・プリンター

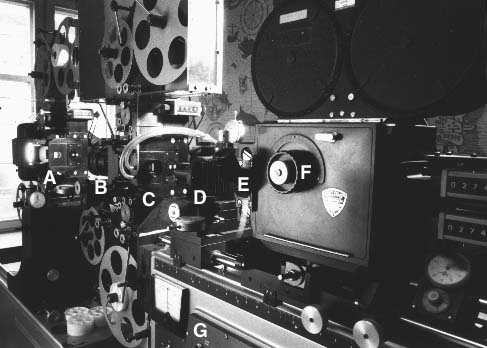
映画の特殊効果処理に使われる、2つのプロジェクターを備えたオプチカル・プリンター。左端にあるランプハウスが光源。A:第1プロジェクターのフィルムゲート B:第2プロジェクターのフィルムゲート(C)にAの映像を投影するレンズ D:撮影レンズ E:カメラのファインダー F:シャッター・コントロール
基台Gで装置の全ての電子制御を行なう

オプチカル・プリンター（Optical printer）は、映画フィルムの編集装置で、現像済みの映写フィルムを別のフィルムに光学的に焼き付ける（光学合成、オプチカル合成）ために用いるもの。

## 概要
映画撮影機に接続する、1台以上の小型映写機からなる。修正、古いフィルムのコピー、そして特殊効果に用いられる。特殊効果には画面が徐々に明るくなるフェードイン・逆に段々暗くなるフェードアウト・画面が徐々に別の画面へと移り変わるディゾルブ（クロスフェードとも）・スローモーション・クイックモーション・マット合成などが含まれる。複雑な処理の場合、複数の特殊効果を1ショットに含めることもできる。
経済的な理由から、使用する場合でも通常の映像作品では、「特殊効果を加えるカット」だけがオプチカル・プリンターにかけられた。特殊効果を加えるカットは「ネガ編集」の段階で「オプチカル出し」と呼ばれるカットとして切り出され、合成されて戻ってきたネガフィルムが、合成されていないネガフィルムとつなげられた。そのため、オプチカル合成を行ったカットと行っていないカットとは世代が異なり、明らかに見栄えが異なる（この落差はプロが見なければわからない程度の差のものから素人が見てもわかるくらいに大きな差があるものまで、作品によってさまざまに異なる）。この見栄えの差を隠す技術は、ネガ編集やオプチカル・プリンターを担当するスタッフの職人技が発揮される部分でもあった。

## 歴史
最も単純な構造のオプチカル・プリンターは1920年代初めに開発された。その後、1930年にリンウッド・ダンによる改良が加えられ、1980年代にはコンピュータ制御を備えたものが現れた。
しかし1980年代終わりにデジタル処理による特殊効果が使われはじめ、1990年代半ば以降は、完全にデジタル処理に主流が移り変わった。それ以降、オプチカル・プリンターは商業作品で使われることは稀で、フィルム撮影を行なう一部の映像作家に使われるのみとなった。
1992年公開の『永遠に美しく…』がILMがオプチカル・プリンターを使った最後の作品である。

## 円谷のオプチカル・プリンター導入
1937年（昭和12年）に東宝の「特殊技術課」へと迎えられた円谷英二は、手動式の国産機を自ら設計することで、同課の合成技術の向上を目指していた。東宝でも、『ゴジラ』を機に合成技術の更なる向上を目指していた円谷の意欲に応えるべく、1963年（昭和38年）の6月にはアメリカにて開発済みの、オックスベリー(Oxberry)社製スリーヘッド方式オプチカル・プリンター1900シリーズを『マタンゴ』の撮影用に購入した。設置はアメリカから赴いた同社の社員が1ヶ月かけて行ったが、日米での気候の違いから当時絶縁体として用いていた蜜蝋が溶けてしまったため、別途絶縁体を用意することとなった。
円谷は、スリーヘッド方式の性能でも満足しなかった。自ら主宰する円谷特技プロダクションに、フジテレビとTBSからそれぞれ、円谷の優れた特殊技術を活かした新番組企画の発注があったことを知り、オックスベリー社で新たに開発されたフォーヘッド方式オプチカル・プリンター1200シリーズの購入を決断した。だが当時、世界中に2台しか存在しなかった1200シリーズの価格は11万ドルで、当時のレートで換算すると4000万円という高額な機材だったことから、円谷は手付け金の500万円を工面すべく、円谷特技プロダクションを東宝傘下の会社にすることで、資金面での安定を図ろうとした。円谷はフジテレビで企画中だった新番組『Woo』の制作予算を回すことで一時的にしろ1200シリーズの購入代金を立て替えようと計画した。しかし『Woo』が中止となり不可能となった。船で輸送途上の現物をキャンセルする訳にもいかず、TBSの敏腕ディレクターで円谷の長男でもある円谷一の仲介で、TBSが代わって1200シリーズを購入し、同局のために円谷特技プロダクションがオプチカル合成技術を用いた特撮番組を制作するという契約が結ばれ、機材を遊ばせないためにまだ検討段階にあった『UNBALANCE』の制作を決定、タイトルは後に『ウルトラQ』に改められ1966年から放送を開始し人気を博した。また機材は後の「ウルトラシリーズ」でも使用される事となった。このプリンターはその後、TBS局内にあった「TBS現像所」（通称：TBSラボ）で長い間使用され、映画、CM等で活躍した。
当時の円谷プロの購入騒動に刺激されてか、オックスベリー社製のオプチカル・プリンターはその後も東映化学工業や東洋現像所などの大手現像所や、日本エフェクトセンターといった合成の専門会社に相次いで設置されることになった。因みに業界内でも高品質な合成カットで知られていたデン・フィルム・エフェクトの社内では、線画台を使った作画や合成用マスクの作成が専門であり、仕上げのオプチカル撮影は日本エフェクトセンターへと一任されていた。

## エリアルイメージ合成機
東宝特殊技術課や円谷プロがオックスベリー社製のオプチカル・プリンターを購入する以前、あるいは以後の映像業界でも、エリアルイメージ合成機と呼ばれるオプチカル・プリンターの一種が、各社で重宝されていた。
これは、機材に付属している線画台にて作成したマスクをデュープ時に映像素材と合致させて、現像所に納入すれば翌日には合成カットが完成する仕組みである。構造自体は極めて単純ながら、合成時に必要な「雄マスク」と「雌マスク」の現像工程を省略して即座にデュープ処理できるのが最大の利点である。オックスベリー社製のオプチカル・プリンターだと、作成したマスクをパンクロマチック・フィルムで撮影し現像工程を施した上で、翌日のデュープ時に映像素材と合致させて、といった具合に日数的なロスが必要なのに対し、早く仕上がることから、整備面も含めたコストパフォーマンスの高さは劇場映画よりも、むしろテレビシリーズ作品の撮影スケジュールに向いていた。テレビでの具体的な使用例として、虫プロ商事が制作した『バンパイヤ』（1968-69年放送）が挙げられる。同作では同機を使用することで、実写映像とセルアニメーションの合成を多用することが極めて容易となった。
1956年に松竹系で公開されたイヴ・シャンピ監督の日仏合作映画『忘れえぬ慕情』で日本映画技術賞の特殊技術部門を受賞した川上景司は、松竹特殊技術課に備えられていたエリアルイメージ合成機を存分に使っている。
川上の弟子だった矢島信男は、同課の縮小から不要となった同機を手土産に、1959年には創設されたばかりの東映特殊技術課へと移籍した。矢島の合成機は同社の劇場映画やテレビシリーズ作品の数々にてフル回転することになる。その後、東映は1966年の『大忍術映画ワタリ』の撮影用にオックスベリー社製オプチカル・プリンターを購入、系列会社の東映化学工業に設置された。これによって、矢島の合成機はお役御免となった。
同機は、その後の特殊技術課縮小に伴って独立した、合成技師の山田孝へと譲渡される。元々は35ミリ用だったが、山田はそれを16ミリ用に改造した。そして、これを主力に「山田合成」という16ミリ合成専門の会社を設立、1977年に「チャンネル16」へと社名変更する。
「チャンネル16」による16ミリ合成は、16ミリフィルムに片側しかパーフォレーションがないことから、移動マスクや切り合わせ合成は、合成した画面がそれぞれ微妙にゆれてしまうという問題点があった。もっとも、この点も80年代後半からは大幅に改善され、テレビの画面で肉眼で見るうえでは、ほとんど画面の揺れがわからないほど微細なものにまでなっていた。
光線や稲光など線画の合成の完成度は年々高くなっていき、80年代後半以降は35ミリフィルムによる線画合成に匹敵するクオリティがあった。特にテレビ作品の場合、円谷プロでは合成カットのみ35ミリフィルムを使用していたが、それによって16ミリで撮影した他のカットとのフィルムの色調の変化が著しい場合もあった。しかし「チャンネル16」による80年代後半以降の線画合成は元々16ミリフィルムを使っているため色調の変化がなく、その点では35ミリによる合成より優れていたといえる。
山奥などのロケ地に35ミリ用カメラを持ち運ぶ労力が省けたことで、屋外での火薬効果やワイヤーアクションを多用した手持ち撮影でも、オプチカル合成のカット数を増やすことが可能になった。その手軽さのため、『超電子バイオマン』（1984-85年放送）以降の作品では、光線技などのオプチカル合成を乱発して予算を何百万も超過するなど想定外の副作用を招くことがあったと、東映の鈴木武幸プロデューサーは当時の苦労話を述べていた。
「チャンネル16」のスタッフは「映画工房」を経て「日本映像クリエイティブ」に吸収再編成された。デジタル合成が主流となった2000年にも、同社担当の『未来戦隊タイムレンジャー』（2000-01年放送）では、16ミリ仕様のエリアルイメージ合成機を用いた、昔ながらのオプチカル合成が使われ続けていた。
2001年、『百獣戦隊ガオレンジャー』の第6話を最後に、同社はデジタル合成専門の体制へと移行した。